# Yang Jiayu
Yang Jiayu, född 18 februari 1996, är en kinesisk friidrottare som blev världsmästare på 20 kilometer gång vid världsmästerskapen i friidrott 2017.

### Fotnoter
1. ↑  ”Athlete profile Jiayu Yang”. iaaf.org. IAAF. https://www.iaaf.org/athletes/pr-of-china/jiayu-yang-271425. Läst 13 augusti 2017.
2. ↑  "IAAF WORLD CHAMPIONSHIPS LONDON 2017 - 20 KILOMETRES RACE WALK WOMEN". Läst 13 augusti 2017. (engelska)